# 井上誠一郎
井上 誠一郎（いのうえ せいいちろう、1951年（昭和26年）12月17日 - ）は、日本の実業家、銀行家。ユーシーカード株式会社代表取締役社長や、日本クレジットカード協会会長を務めた。

## 人物・経歴
都立秋川高校（3期生）を経て一橋大学法学部卒業。ペンシルベニア大学ウォートン・スクール卒業、Master of Business Administration。
1975年に日本興業銀行入行後、M&Aなどを手がけ、1987年ニューヨーク支店調査役に就任。1999年米州営業第二部長。
2002年みずほコーポレート銀行本店営業二部長。2003年みずほ証券常務執行役員M&A本部長。
2005年ユーシーカード専務取締役に転じ、2007年から社長、2011年に顧問に退いた。この間、日本クレジットカード協会会長も務めた。その後自動車部品製造に携わる市光工業に転じ、専務取締役。2017年に顧問を退任。